# Movimento Democracia na Europa 2025
O Movimento Democracia na Europa 2025 (em inglês Democracy in Europe Movement 2025, abreviado DiEM25) é uma aliança política europeia lançada por Yanis Varoufakis, antigo ministro das Finanças da Grécia.
Com o objetivo de democratizar as instituições europeias, suas tendências politicas são a alterglobalização, a social-ecologia, o ecofeminismo, o pós-crescimentoe o pós-capitalismo. A implementação de uma renda básica universal é também amplamente defendida entre seus membros.
O movimento conta com o apoio de intelectuais, ativistas e políticos internacionais como Noam Chomsky, o jornalista australiano Julian Assange, o filósofo italiano Toni Negri, a socióloga holandesa Saskia Sassen, o músico inglês Brian Eno, o economista norte-americano James Galbraith, o filósofo esloveno Slavoj Žižek e a presidente da câmara municipal de Barcelona, Ada Colau.  
Nas eleições europeias de 2024, a sua ala politica, MERA25, contou com o apoio de figuras como Naomi Klein, Roger Waters e Norman Finkelstein. 
Nos últimos meses o DiEM25 tem sido uma voz forte no movimento pro-palestino na Europa.
O acrónimo DiEM é uma alusão à expressão latina carpe diem (“aproveita o dia”).

## História
O movimento foi apresentado a 9 de fevereiro de 2016 no teatro Volksbühne, em Berlim, na Alemanha. O seu lançamento estava inicialmente planeado para novembro de 2015, mas, segundo Varoufakis, os atentados em Paris atrasaram-no.

## Membros

### Partidos
| País      | Nome                                      | DE     | DN       | Status            |
| --------- | ----------------------------------------- | ------ | -------- | ----------------- |
| Alemanha  | Democracia na Europa                      | 0 / 96 | 0 / 709  | Extra-parlamentar |
| Alemanha  | Democracia em Movimento                   | 0 / 96 | 0 / 709  | Extra-parlamentar |
| Alemanha  | Mut                                       | 0 / 96 | 0 / 709  | Extra-parlamentar |
| Áustria   | A Mudança                                 | 0 / 18 | 0 / 183  | Extra-parlamentar |
| Dinamarca | Alternativa                               | 0 / 13 | 5 / 179  | Oposição          |
| Espanha   | Actúa                                     | 0 / 54 | 0 / 350  | Extra-parlamentar |
| Espanha   | Esquerda em Positivo                      | 0 / 54 | 0 / 350  | Extra-parlamentar |
| França    | Geração.s.                                | 0 / 74 | 2 / 577  | Oposição          |
| Grécia    | Frente da Desobediência Realista Europeia | 0 / 21 | 9 / 300  | Oposição          |
| Polónia   | Razem                                     | 0 / 51 | 0 / 460  | Extra-parlamentar |
| Chéquia   | Partido Pirata Checo                      | 0 / 21 | 22 / 200 | Oposição          |